# Nova (Sam Alexander)
Nova (Sam Alexander) es un superhéroe ficticio que aparece en las publicaciones de Marvel Comics. El personaje, un viajero del espacio y miembro de la fuerza policial intergaláctica conocida como el Cuerpo Nova, fue creado en 2011 por el escritor Jeph Loeb y el artista Ed McGuiness, basado en el Nova original, Richard Rider, que fue creado en 1976 por Marv Wolfman y John Buscema. La versión de Sam Alexander del personaje apareció por primera vez en el one-shot Marvel Point One en noviembre de 2011 antes de protagonizar su propia serie a partir de febrero de 2013.

## Historia de publicación
Sam Alexander apareció por primera vez en Marvel Point One # 1 (noviembre de 2011 ), creado por el escritor Jeph Loeb y el artista Ed McGuinness. El personaje lleva el nombre del hijo de Loeb, que murió después de una batalla de tres años contra el cáncer de huesos a la edad de 17 años.

## Biografía del personaje ficticio
Sam Alexander es un adolescente de quince años que vive en Carefree, Arizona, con su padre, madre y hermana menor. Su padre es un borracho que a menudo habla de su supuesta vida como Centurión Nova, y elude sus obligaciones como conserje en la escuela de su hijo. La madre de Sam es latina y una ama de casa. Se hace alusión, a lo largo de la serie, que la madre de Sam sabe algo acerca del anterior estilo de vida "heroico" de su marido. Cuando Sam regresa de la escuela para encontrar a su padre desaparecido, Sam se lastima accidentalmente y despierta en un hospital. Allí, es recibido por Rocket Raccoon y Gamora, que revelan que el padre de Sam estaba realmente en el Cuerpo Nova. Después de ponerse el casco, Sam viaja a la luna, conociendo a Uatu el Vigilante, que revela una flota de naves que pertenecen al Chitauri. Al regresar a la Tierra se reúne con Rocket Raccoon y Gamora, que lo entrenan y le dicen que explore la flota.
Algún tiempo después, Sam tiene la misión de advertir a los planetas en el camino del Fénix de que viene hacia ellos. Él se estrella en la Tierra, pero puede enviar la advertencia a los Vengadores. Después de recuperarse, Nova se une a los Vengadores y los X-Men contra Cyclops, que se ha convertido en el Fénix Oscuro. Thor le pide a Sam que se una a los Vengadores, y Sam finalmente acepta. Después, se encuentra con el enemigo recurrente de Nova, Diamondhead, pero fácilmente lo derrota.
Durante los eventos de "Infinity", Sam se entera por su enamorada, Carrie, que ella sabe que él es Nova. Sorprendido, vuela hacia el cielo, pero accidentalmente se quita el casco y cae en coma. Se despierta con Justice y Speedball, quienes le ofrecen un lugar en los Nuevos Guerreros. Luego enfrenta a Kaldera, un agente de Proxima Midnight y la derrota en combate. Sam se vuelve engreído y orgulloso y comienza a sentirse por encima de los Nuevos Guerreros y hace caso omiso de las reglas de su madre. Él tiene una discusión con Carrie y se enoja con Justice y Speedball. Finalmente habla con Uatu, quien le da un consejo a Sam y él regresa a la Tierra para aceptar las reglas de su madre y se une a los Nuevos Guerreros.
Durante un día de entrenamiento con Uatu en la base lunar de la Vigía al comienzo de la historia de "Pecado Original", Uatu revela que el padre de Sam, Jesse Alexander, está vivo. Sam se va de donde está contento con la información que acaba de aprender.
Después de la historia de Civil War II, Sam deja a los Vengadores para unirse a los Campeones. El equipo se dirige a Lasibad, Sharzad para rescatar a un grupo de mujeres y niñas atacadas por terroristas.

## Poderes y Habilidades
Sam Alexander usa un casco que le da acceso a Nova Force, que le otorga fuerza y durabilidad sobrehumana, vuelo, proyección de energía,traducción universal y la capacidad de respirar bajo el agua y sobrevivir en el espacio.

## En otros medios

### Televisión
- Es uno de los personajes principales de Ultimate Spider-Man, con la voz de Logan Miller.[15][16] En esta versión, él no tiene familia y es el último del Cuerpo Nova.
  - En la primera temporada, él está en el mismo equipo de S.H.I.E.L.D. con Puño de Hierro, Power Man y White Tiger, su versión no conoce los límites de sus poderes. Al igual que su rival y líder, Spider-Man, Nova es entusiasta, inmaduro e impulsivo. Siempre siente que tiene algo que demostrar. En "Extraño", se revela que Nova le tiene miedo a los conejos.
  - Aparece en la segunda temporada, y en el episodio 17: "Guardianes de la Galaxia", Nova fue entrenado por Rocket Raccoon y se unió como miembro de los Guardianes de la Galaxia (Star-Lord, Gamora, Drax el Destructor y Groot). Spider-Man lo acompaña al espacio para ayudar a sus mentores, en detener a Korvac y al ejército Chitauri de destruir la Tierra.
  - Aparece en la tercera temporada y en el episodio "El Regreso de los Guardianes de la Galaxia", Nova ayuda de nuevo a sus mentores con Spider-Man a detener a Titus y nuevamente con los Chitauri que desea robar su casco, y obtiene un máximo poder de su casco cambiándose de color amarillo a negro.
  - Regresa en la cuarta temporada, en el episodio "El Ataque de HYDRA, Parte 1", cuando lleva a Nick Fury a salvo y se ausenta, porque está en una misión para proteger a Madame Web con Nick Fury y vuelve en "La Agente Web" con una caja material a que salvarán a Madame Web de HYDRA antes de caer en coma. Nova se recuperó más tarde. En "Un Extraño y Pequeño Halloween", al final, Nova se asusta de un conejo grande creado por el Doctor Extraño, al estar en la casa de la Tía May. En "Los Destructores de Arañas, Pt. 3", Nova ataca a Araña Escarlata porque supo que él fue el espía del Doctor Octopus, de revelarle la identidad de Spider-Man, al poner en peligro a la academia S.H.I.E.L.D. y a la tía May, junto con Power Man y Puño de Hierro que también están de acuerdo y con el Agente Venom al estar todos en contra de Escarlata por lo que ha hecho, que merece ser encerrado de por vida, antes de que su energía fuera drenada por Kaine. En el final, "Día de Graduación, Pt. 1 y 2", él, Puño de Hierro, Power Man y White Tiger están con Spider-Man por última vez para encontrar al Doctor Octopus y en proteger a la tía May, quien los alojó en su casa hace tiempo y sería personal, van a la primera guarida de Ock y se enfrentan al Escorpión y Calavera que se convierte en el nuevo Lagarto, y los derrotan fácilmente. Luego es atrapado con los otros en un campo de fuerza en el Triskelion por una trampa de Ock y al final es liberado por Spider-Man.
- Aparece en Marvel Disk Wars: The Avengers, con la voz de Suganuma Hisayoshi.
- Aparece en la segunda temporada de Guardians of the Galaxy, nuevamente como Logan Miller.[17] En esta serie, Sam Alexander se enteró del Cuerpo Nova y de que su padre Jesse Alexander desapareció un día. Aparece por primera vez en "El Regreso", donde el casco Centurion Nova que está en su poder está siendo buscado por el Cuerpo Nova. Rocket Raccoon y Groot tratan de asumir la recompensa por ello donde terminan peleando contra Sam hasta que Star-Lord lo rompe. Mientras Drax el Destructor lo entrena en combate, Sam detecta una señal que lo lleva a un laboratorio secreto en Spartax, donde Mantis lo manipula para liberar al patriarca J´son de los Creyentes Universales. En el episodio "Caballeros de Cascos Negros", Nova acompaña a J'son y a Mantis a una nave espacial Xandarian dentro del estómago de una ballena espacial que almacena los Cascos Nova Centurian. Durante una pelea con los Guardianes de la Galaxia, J'son hace los eventos que manipulan a Sam para encontrar los cascos Nova Centurianos después de que Mantis la usa, la convirtió en una piedra que se desmenuzó en polvo. Durante este tiempo, Sam se muestra una filmación en la que su padre luchó contra Thanos para evitar que consiguiera el capullo de Adam Warlock. Sam entonces ayuda a los Guardianes de la Galaxia a pelear contra J'son que se quita con los cascos Nova Centurian. En el episodio "Nova en Mí, Nova en Ti", Sam huye de regreso a la Tierra después de que el Cuerpo Nova se acerca a los Guardianes de la Galaxia. Mientras en su escuela, J'son ataca mientras que Sam trabaja para luchar contra él con la ayuda de los Guardianes de la Galaxia. Cuando J'son más tarde planea dirigirse a la familia de Sam, él y los Guardianes de la Galaxia pelean contra J'son incluso cuando el Cuerpo Nova llegue. Antes de que J'son pueda ir como Supernova por segunda vez, Sam lo lleva a la atmósfera donde explota. Como Star-Lord no está seguro si J'son sobrevivió, él y los Guardianes de la Galaxia persuaden a Rhomann Dey para dejar que Sam entrene en la Tierra, incluso después de mencionar cómo se enteraron del pasado de Jesse. Incluso su madre está de acuerdo con ellos.

### Videojuegos
- Sam Alexander aparece como un traje alternativo descargable para Nova (Richard Rider) en Ultimate Marvel vs. Capcom 3.
- Nova está disponible como contenido descargable para el juego LittleBigPlanet, como parte de "Marvel Costume Kit 5".[18]
- Nova es un personaje jugable en el juego MMORPG Marvel Heroes.[19]
- Sam Alexander es un personaje jugable en Marvel: Avengers Alliance.
- Nova (Sam Alexander) aparece como un personaje jugable en Lego Marvel Super Heroes 2, como parte del contenido descargable (DLC) Champions.
- Nova es un personaje jugable en Marvel Future Fight.

### Juguetes
- Nova aparece en el set de Lego "Confrontación en el Daily Bugle".[20]
- Un juguete Nova estará disponible en la línea de juguetes Ultimate Spider-Man de 6 pulgadas en 2013.[21]

## Recepción
El primer número de Nova vol 5 debutó con críticas positivas, incluyendo una puntuación perfecta en ifanboy.com. Revisando para Multiversity Comics, Matthew Meylikhov llamó a la serie un "prospecto más bien emocionante" y le dio al número una clasificación de "Comprar", pero se burló de su estimulación.